# AeroMobil
L'AeroMobil est un avion slovaque convertible en véhicule automobile conçu et construit par la société slovaque AeroMobil,.

## Caractéristiques
Pour conduire  l'AeroMobil, il faut un brevet de pilote d'avion.

### Communes aux deux modes
- Construction: structure en acier, revêtement en fibre de carbone
- Places : 2 : 1 pilote et 1 passager côte à côte
- Masse 
  - À vide : 450 kg
- Moteur: 1 × Rotax 912 ULS 
  - Puissance : 75 kW (100 ch)

### En mode automobile
- Largeur :  2,24 m
- Hauteur : 1.25 m
- Consommation : 8 L/100 km
- Autonomie : 875 km
- Vitesse : 160 km/h

### En mode avion
- Hélice : quadripale propulsive
- Largeur (Envergure) : 8,32 m
- Consommation : 15 L/h
- Autonomie de 700 km
- Vitesse de décrochage : 60 km/h
- Course au décollage : 200 m
- Course à l'atterrissage : 50 m

## Historique

### Versions
- 1990-1994 version 1.0
- 1995-2010 version 2.0
- 2010-2013 version 2.5
- 2014 version 3.0